# Okres Sopron-Fertőd

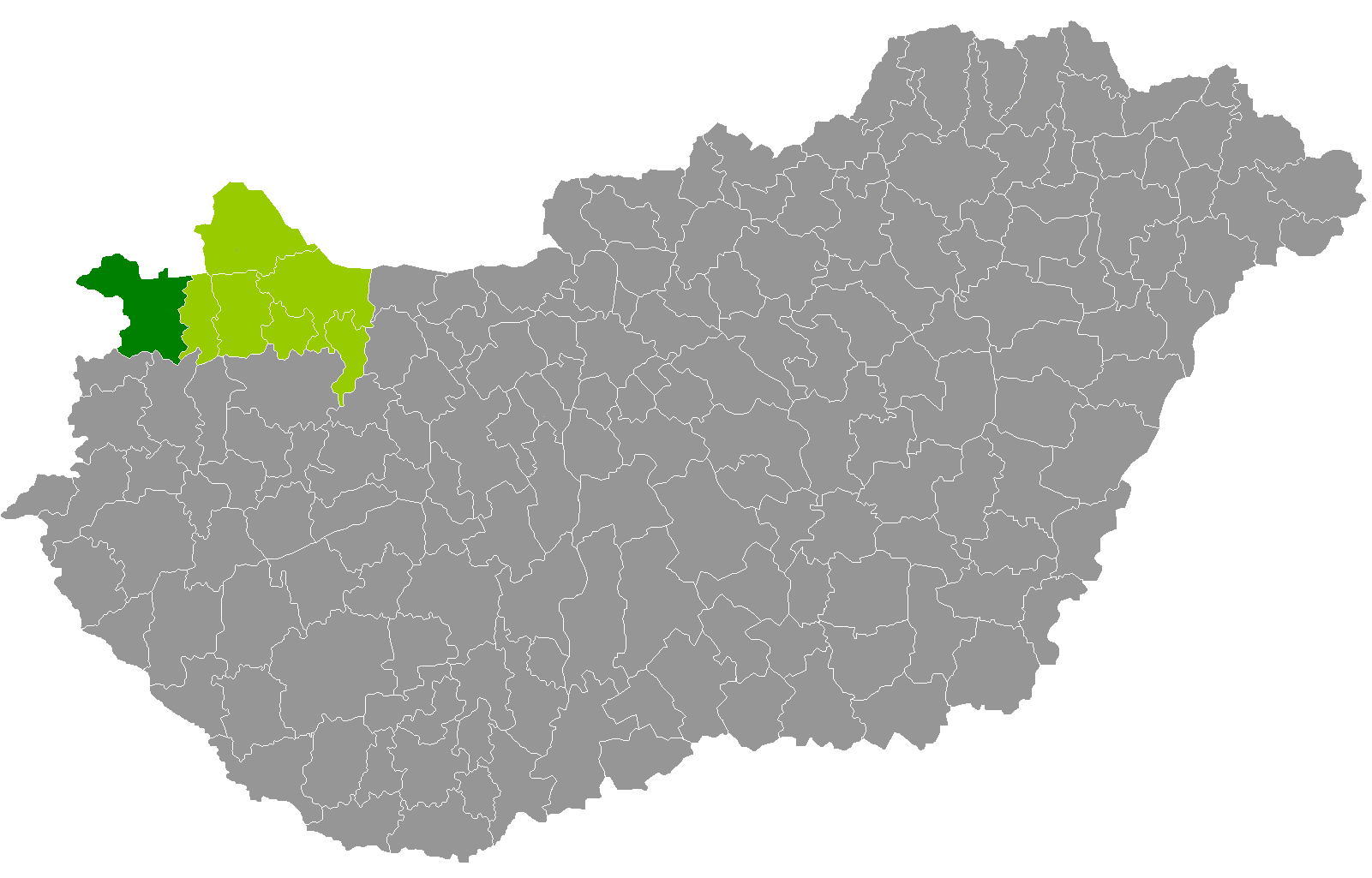
Okres Sopron–Fertőd

Okres Sopron–Fertőd (maďarsky Sopron–Fertődi kistérség) byl okres v severním Maďarsku v župě Győr-Moson-Sopron. Ležel u hranic s Rakouskem a na pobřeží Neziderského jezera. Měl celkem 93 573 obyvatel na rozloze 857 km². Jeho správním centrem bylo město Sopron.
Tento okres existoval do konce roku 2012. S platností od 1. ledna 2013 na základě usnesení maďarského parlamentu číslo A 218/2012. (VIII. 13.) bylo provedeno nové administrativní rozdělení Maďarska. V souvislosti s tím byl okres Sopron–Fertőd zrušen. Od 1. ledna 2013 existuje okres Sopron (maďarsky Soproni járás).

## Sídla
| - Agyagosszergény - Ágfalva - Csáfordjánosfa - Csapod - Csér - Ebergőc - Egyházasfalu - Fertőboz - Fertőd - Fertőendréd | - Fertőhomok - Fertőrákos - Fertőszentmiklós - Fertőszéplak - Gyalóka - Harka - Hegykő - Hidegség - Iván - Kópháza | - Lövő - Nagycenk - Nagylózs - Nemeskér - Pereszteg - Petőháza - Pinnye - Pusztacsalád - Répceszemere - Répcevis | - Röjtökmuzsaj - Sarród - Sopron - Sopronhorpács - Sopronkövesd - Szakony - Újkér - Und - Völcsej - Zsira |